# Chapman, Pennsylvania
Chapman är en ort i Northampton County i delstaten Pennsylvania, USA.